# هنري وارد (سياسي)
هنري وارد (بالإنجليزية: Henry Ward)‏ هو صحفي وسياسي أمريكي، ولد في 20 يونيو 1909، وتوفي في 8 أكتوبر 2002. حزبياً، نشط في الحزب الديمقراطي.